# Baron Shepherd
Baron Shepherd, of Spalding in the County of Lincoln, ist ein erblicher britischer Adelstitel in der Peerage of the United Kingdom.

## Verleihung
Der Titel wurde am 28. Juni 1946 für George Shepherd, geschaffen. Dieser war ein bekannter Parteiführer der Labour-Party. Er handelte mit Winston Churchill die Bedingungen für die Koalitionsregierung aus, die das Vereinigte Königreich im Zweiten Weltkrieg regierte.

## Liste der Barone Shepherd (1946)
- George Robert Shepherd, 1. Baron Shepherd (1881–1954)
- Malcolm Newton Shepherd, 2. Baron Shepherd (1918–2001)
- Graeme George Shepherd, 3. Baron Shepherd (* 1949)

Titelerbe (Heir apparent) ist der einzige Sohn des jetzigen Barons, Hon. Patrick Malcolm Shepherd.